# Epuraea contractula
Epuraea contractula är en skalbaggsart som beskrevs av J.Sahlberg 1889. Epuraea contractula ingår i släktet Epuraea, och familjen glansbaggar. Arten är reproducerande i Sverige.